# Forbrugerombudsmanden
Forbrugerombudsmanden er en uafhængig tilsynsmyndighed udnævnt af Erhvervs- og Vækstministeriet, der har til opgave at føre tilsyn med, at erhvervslivet overholder reglerne i markedsføringsloven, betalingstjenesteloven, tobaksreklameloven, lov om juridisk rådgivning, serviceloven m.fl. Institutionen blev oprettet i 1975 for at varetage tilsynet med den på det tidspunkt nye markedsføringslov fra 1974.
Den nuværende forbrugerombudsmand er Torben Jensen, der tiltrådte 1. januar 2024. Han efterfulgte Christina Toftegaard Nielsen, der tiltrådte embedet 1. marts 2015, men som var blevet midlertidigt afløst af Andreas Weidemann i 2023. Forbrugerombudsmanden udnævnes af erhvervs- og vækstministeren for et tidsrum på op til 6 år med mulighed for forlængelse med op til i alt 3 år. Dette følger af en ændring af markedsføringsloven fra 2010.
Sekretariat består pr. 31. december 2014 af 23 medarbejdere, der er stillet til rådighed af Konkurrence- og Forbrugerstyrelsen.
Opgaverne og arbejdsområdet spænder vidt inden for markedsføringsspørgsmål. Overordnet arbejder institutionen primært med beskyttelsen af kollektive forbrugerinteresser. Således behandlede man i 2014 ca. 5.400 henvendelser og klager fra borgere, erhvervsdrivende, advokater mv. Hvis det findes nødvendigt, kan institutionen på eget initiativ begynde på en sag uden at have modtaget en klage.
Ud over at foretage almindelig sagsbehandling udsteder institutionen løbende retningslinjer og vejledninger til erhvervslivet om specifikke områder inden for markedsføring – f.eks. gebyrer, teleområdet og prisoplysninger. I henhold til markedsføringsloven kan Forbrugerombudsmanden anlægge retssager og nedlægge forbud mod markedsføringsaktiviteter, der er i strid med loven. Desuden kan hun anmode politiet om at foretage efterforskning.
Forbrugerombudsmandens sekretariat ligger på Carl Jacobsens Vej 35, 2500 Valby, København.

## Tidligere forbrugerombudsmænd
- Niels Ehrenreich (1975-1980)
- Frede Christensen (1981-1989)
- Hagen Jørgensen (1990-2006)
- Henrik Saugmandsgaard Øe (2006-2014)
- Christina Toftegaard Nielsen (2015-2023)
- Torben Jensen (2024-)